# Sigrid Fick
Sigrid Fick, ogift Frenckell, född 28 mars 1887 i Helsingfors i Finland, död 4 juni 1979 i Oscars församling i Stockholm, var en svensk högerhänt tennisspelare.
Sigrid Fick, som från 1910 var bosatt i Sverige, är en av de framgångsrikaste kvinnliga svenska tennisspelarna genom tiderna. Hon tog 56 SM-titlar under tjugoårsperioden 1913-1933, varav 22 i singel, 16 i dubbel och 18 i mixed dubbel. Dessa meriter gjorde ännu år 2000 henne till den kvinna som vunnit flest svenska mästerskap, oavsett sport.
Tillsammans med Gunnar Settervall vann Sigrid Fick mixed dubbel-silver i utomhusturneringen och brons i inomhusturneringen vid olympiska spelen 1912 i Stockholm. Under finalmatchen i utomhusturneringen, där det svenska paret mötte tyska paret Dora Köring/Heinrich Schomburgk, råkade Fick slå sin racket rakt i ansiktet på Settervall, varvid "luften gick ur" för paret, de förlorade andra set med 0-6 och därmed matchen. Med sina båda medaljer blev hon den tredje framgångsrikaste kvinnliga deltagaren i Stockholmspelen. Året därpå, 1913, vann hon silver i VM (spelades 1912-23) inomhus, också tillsammans med Settervall. 
Sigrid Fick blev professionell 1933 och verkade då som tennisinstruktör. Hon var flerårig medlem i Kungliga Lawn-tennisklubben.
Hon var 1910–1929 gift med kapten Henrik Ernst Vilhelm Fick (1884–1960).

### Fotnoter
1. ↑  Sveriges dödbok 1901–2009, DVD‐ROM, Version 5.00, Sveriges Släktforskarförbund (2010): Fick, Sigrid
2. ↑   Sporten i dag 2000-2001. Semic. Läst 19 juni 2025
3. ↑  Rotemannen, DVD-ROM, Sveriges Släktforskarförbund (2012).